# Desimpedidos
Desimpedidos é um canal do YouTube de entretenimento, futebol e humor, criado em 2013 por Felipe Andreoli, André Barros, Antonio Tabet, Rafael Grostein e Kaká.
Andreoli, que apresentava o quadro Desandreoli, deixou o Desimpedidos em 2014. Em seu lugar entrou Bruno Carneiro, conhecido como Fred, vindo do canal Futebol nas 4 Linhas. Além da saída de Andreoli, também houve a saída de Kelvin Thiago (hoje apresentador do canal "Corinthians Mil Grau") e do rapper Fabio Brazza, que segue com sua carreira de forma secundária, fazendo aparições em programas de televisão, batalhas de rap e demais eventos que de certa forma mesclam cultura e esporte.
O canal possui mais de 15 milhões de fãs em suas redes sociais (YouTube, Facebook, Instagram e Twitter).

## História

### 2013
O canal é oficialmente criado em 12 de junho de 2013 por Felipe Andreoli, André Barros, Antonio Tabet, Rafael Grostein e Kaká.
Elcio Coronato e Antonio Tabet apresentam o primeiro vídeo da história do Desimpedidos "ESPANHA X TAITI - DESIMPEDIDOS NA COPA" publicado em 26 de julho daquele ano. Esse vídeo é parte integrante de uma série de vídeos de uma cobertura da Copa das Confederações FIFA de 2013 que o Desimpedidos fez.

### 2017
Em 2017 estreou seu programa de televisão no canal Fox Sports Brasil, que durou uma temporada.

### 2018
Em janeiro de 2018, foi criado o mascote do canal, apelidado de Didicão, uma mistura dos nomes Didico, apelido do ex-jogador de futebol Adriano Imperador, e a palavra “cão”, pelo personagem ser um cachorro. Didicão fez sua estreia no canal no quadro Desimpenews. Segundo a origem dada nesse programa, Didicão era um cachorro comum que foi resgatado das ruas pelo apresentador do Desimpedidos Bolivia que o levou para casa. Um dia Didicão comeu o lixo de Bolivia e sua vida mudou, então começou a frequentar o estúdio do Desimpedidos e se interessar por futebol até que participou de uma seleção de um programa novo do Desimpedidos, o Desimpenews, e virou apresentador do canal. Inicialmente Didicão aparecia no formato de desenho animado com uma voz gravada por cima e atualmente aparece em eventos e programas especiais do canal quando o apresentador e cenógrafo do Desimpedidos Danilo Soto veste a fantasia do personagem e personifica o Didicão. O personagem também possui uma conta no Instagram mas que atualmente não é mais atualizada.

### 2020
Em 2020, o Desimpedidos começou a fazer transmissões ao vivo no Facebook Gaming, onde seus apresentadores jogam jogos de videogame enquanto interagem em tempo real com o público. Esse projeto contou também com um novo canal no YouTube, o Desimpegames, onde são postados os melhores momentos dessas lives. No mesmo ano, estrearam uma série de oito episódios no YouTube originals chamada “Vai pra cima Fred" que contou a trajetória e bastidores do período em que o apresentador do canal Fred foi jogador do Sorocaba Futsal.
Em dezembro de 2020, a produtora NWB dona e criadora do Desimpedidos foi vendida para o grupo SBF que também é dono da rede de lojas de artigos esportivos Centauro.

### 2021
Em 2021 o Desimpedidos realizou o "Desimpedidos de férias" que foi o nome dado a uma série de programações que o canal teve durante o mês de janeiro e parte do mês de fevereiro no qual os apresentadores do Fred+10 e integrantes da produção se hospedaram em uma casa na cidade de Valinhos para gravarem e produzirem os programas do canal além de fazerem as lives do Desimpegames e aos sábados um gameshow contando com a presença de youtubers, atores e da banda FUN7 onde os participantes concorreram em diversas provas e quem fosse vitorioso em uma etapa do programa se classificava para a final e no final o vencedor, o YouTuber Rodrigo Magal (Magalzão Show), recebeu um Playstation 5 como prêmio.
Em 2021 o Desimpedidos adquiriu os direitos de transmissão do Brasileirão Feminino da CBF.

### 2022
Em fevereiro de 2022, após sete anos de colaboração, a Adidas e o "Desimpedidos" encerraram sua parceria. Esse rompimento marcou o fim de uma longa associação que ajudou a solidificar o canal como uma das principais plataformas de conteúdo futebolístico na internet brasileira.
Em março de 2022, a Nike anunciou uma parceria com o canal "Desimpedidos" e com o "Camisa 21", visando atrair o público jovem. Essa colaboração marcou um importante passo na expansão das marcas no universo digital esportivo, aproveitando a crescente popularidade dos canais de futebol no YouTube.
Em março de 2022, o canal reforçou sua estratégia de marketing com uma nova parceria com a Nike. Essa colaboração foi focada em engajar o público jovem, utilizando o canal Desimpedidos e o Camisa 21 como plataformas principais para essa conexão. A parceria incluiu a criação de conteúdos exclusivos e campanhas que dialogavam diretamente com a audiência das duas marcas .
Em maio de 2022, o Desimpedidos expandiu suas operações com o anúncio da transmissão da Libertadores, fortalecendo seu portfólio de eventos esportivos cobertos e aumentando ainda mais sua relevância como canal de conteúdo esportivo. A cobertura do evento foi uma das maiores apostas do canal para atrair uma audiência ainda maior .
Em setembro de 2022, a Supercopa Desimpedidos estreou sua sexta edição com um formato inédito voltado para o TikTok. A competição atraiu a atenção de diversas marcas e expandiu o alcance do canal para novas plataformas, consolidando sua presença no cenário digital.
No final de 2022, a Globo firmou um contrato com a NWB, produtora responsável pelo "Desimpedidos", para a criação de conteúdo exclusivo para a web. Essa parceria destacou o potencial do canal em alcançar grandes audiências e diversificar suas produções.

### 2023
Em julho de 2023, em parceria com a Nike, o "Desimpedidos" lançou a "Liga das Mina", um projeto voltado para apoiar coletivos de futebol feminino. Esta iniciativa reforçou o compromisso do canal com a diversidade e a inclusão no esporte.
Ainda em 2023, a Supercopa Desimpedidos chegou à sua sétima edição, focada na comunidade e contando com o patrocínio de marcas como Clear e Rexona. O evento destacou o crescimento contínuo do canal, que continuava a inovar e a atrair uma audiência diversificada.
Em julho de 2023, o canal foi destaque em uma reportagem que explorava a diversidade de experiências de influenciadores brasileiros durante a Copa do Mundo, destacando o impacto da cobertura feita pelo "Desimpedidos".
Em outubro de 2023, Baianinho de Mauá foi desafiado pelo "Desimpedidos" em um episódio especial, mostrando a capacidade do canal de se reinventar e criar conteúdo dinâmico e atrativo para seus seguidores.

### 2024
Em março, o canal continuou a expandir suas operações e parcerias. Em colaboração com a Marvel, o Desimpedidos lançou a Taça de Futebol de Sabão, um evento que combinou esporte e cultura pop, gerando grande repercussão entre os fãs de ambas as marcas .
Em abril de 2024, Chico Pedrotti anunciou sua saída dos canais "Desimpedidos" e "Camisa 21", declarando que nunca imaginou que esse dia chegaria. A saída do apresentador marcou um momento de transição para o canal, que já era considerado uma referência no conteúdo esportivo digital.
Após a saída de Chico, o Desimpedidos fechou contrato com um ex-jogador de São Paulo e Palmeiras, que passou a integrar a equipe do canal. Essa movimentação foi parte da estratégia do canal de manter o frescor e a relevância de seu conteúdo, trazendo novas perspectivas e rostos para a audiência .
Em junho de 2024, Fred Bruno, um dos principais rostos do "Desimpedidos", anunciou sua saída repentina do canal após quase uma década de colaboração. Fred expressou que o "Desimpedidos" foi um lugar onde seus sonhos inimagináveis se tornaram realidade, e sua saída foi vista como um divisor de águas para o canal.
O anúncio da saída de Fred foi amplamente repercutido em diversos veículos de comunicação, onde foram destacadas suas contribuições para o canal e o legado que ele deixa. A saída foi tratada como um momento de virada para o Desimpedidos, que começou a planejar novos rumos para a continuidade do canal sem um de seus principais nomes  .
Fred explicou que durante quase uma década, sua jornada no Desimpedidos transformou não apenas sua carreira, mas também sua vida pessoal, ressaltando a dualidade entre Bruno e Fred, e como o canal foi essencial para essa metamorfose  .
Após a saída de Fred, a NWB anunciou Antonio Abibe como novo CEO e lançou o "Desimpedidos Esporte Clube", reforçando a estratégia da empresa em expandir sua presença no cenário esportivo digital.
Em junho de 2024, o canal "Desimpedidos" e a Petrobras uniram forças para uma ação inédita nos Jogos de Paris, destacando o compromisso do canal em criar experiências inovadoras e envolventes para seu público durante grandes eventos esportivos.
Ainda em junho de 2024, o Desimpedidos fez novas contratações, incluindo Kelvin Oliveira, também conhecido como K9, ex-jogador profissional de e-sports da G3X. Essa contratação foi parte de uma nova fase do canal, que busca integrar diferentes segmentos esportivos e de entretenimento digital, expandindo sua atuação para além do futebol tradicional .
Em julho de 2024, o presidente do Desimpedidos Esporte Clube comentou sobre os novos projetos do canal e sua participação no TST 2024. Ele destacou a importância da participação do canal em eventos como o TST, que permitem ao Desimpedidos expandir seu alcance e se conectar com novos públicos .
Ainda em 2024, o "Desimpedidos" firmou uma parceria com a Nescau para promover a Liga Esportiva Nescau. Esta colaboração marcou uma nova fase de expansão do canal, focada em integrar marcas de grande porte em seu conteúdo esportivo.

### 2025
Em abril de 2025, o "Desimpedidos" adquiriu os direitos de transmissão da Série B do Campeonato Brasileiro. Transmitindo duas partidas por rodada pelo canal do YouTube. 

## Integrantes
- Danilão (Danilo F. Soto): Organizador de eventos de profissão e mascote de times como o Santo Paulo do time que torce, o São Paulo e o Didicão mascote do Desimpedidos. Danilo ganhou notoriedade com os fãs do desimpedidos quando participou do programa "Fred+10" e sua aparência foi comparada com a dos técnicos de futebol Carlos Alberto Parreira e Muricy Ramalho, rendendo dois apelidos. Danilo ou Danilão como também é conhecido tem os bordões "É difícil!" e "É diferente!" como sua marca, o que o tornou membro fixo do "Fred+10", responsável por preparar jogos e castigos para o programa como as famosas caixas misteriosas, que divertem a audiência do canal. Danilo também é um constante alvo de piadas de seus colegas do Desimpedidos que fazem graça com o fato dele ser o integrante mais velho do Fred+10.

- Bira/Bira da Tchurma (Ubirajara Iglecio Neto): Formado em jornalismo pela PUC-SP, entrou no Desimpedidos no ano de 2019 e assumiu o cargo de assistente de produção. Costuma trazer informações sobre as posições do Fred+10 e de vez em quando aparece em outros programas. Bira é torcedor fanático do Santos. Antes de entrar no Desimpedidos, Bira era produtor cultural de eventos de rap em São Paulo, organizados pela produtora "Coisa boa produções" fundada pelo próprio Bira. Bira é co-autor da música mamadeira junto a Chicungunha, seu colega de Desimpedidos.

- Marília Galvão: Natural de Taubaté, Marília é formada em jornalismo pela PUC-SP, já trabalhou na ESPN Brasil, RecordTV e Federação Paulista de Futebol até ser chamada para participar de um episódio do programa "Debate e Assopra" conquistando o público e consequentemente sendo contratada pelo Desimpedidos para ser apresentadora. Marília sempre quis ser atriz mas, por desejo de seu pai foi fazer faculdade para ter um diploma caso o trabalho de atriz não desse certo, e foi na faculdade que ela se reencontrou profissionalmente e decidiu ser jornalista e não mais atriz. Marília é torcedora roxa do Corinthians. Atualmente Marília trabalha como repórter em eventos do Desimpedidos como o "Superclássico Desimpedidos", a "Supercopa Desimpedidos" e a "Supercopa Desimpedidos das minas" e de vez em quando aparece em alguns dos quadros do canal e nos eventuais vídeos especiais. Em setembro de 2024, a NWB lançou o programa "Diga, Má!", que estreou no "Desimpedidos" com uma entrevista exclusiva com o jogador Fábio Santos. Este lançamento, apresentado pela Marília, reforçou o compromisso do canal em diversificar seus conteúdos e trazer novas vozes e formatos para a audiência. Marília também trabalhou como repórter de campo nas transmissões do Brasileirão Feminino que o Desimpedidos realizou.[37]

## Ex-integrantes

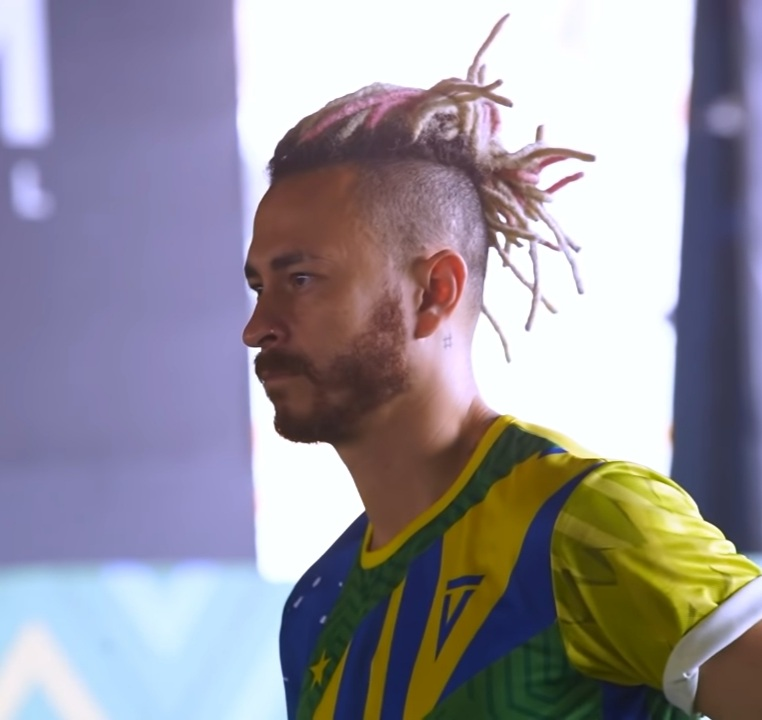
Fred em 2020 em um vídeo do canal Falcão 12

- Fred (Bruno Carneiro Nunes; 2015–2024): Entrou no Desimpedidos devido à saída de Felipe Andreoli (antigo apresentador do canal), que, consequentemente, abriu uma vaga para um novo apresentador. O Desimpedidos decidiu apostar nos fãs do canal abrindo um concurso, em que os concorrentes mandavam vídeos para convencer os participantes do canal em ser contratado. O garoto escolhido foi Bruno, que depois ganhou o apelido de Fred, pois Bolívia achava sua aparência semelhante com a do jogador Fred. Com seu programa "Fred +10", que chegou a ser o programa mais visto do canal, ampliou o público e elevou o nível do canal ao lado de Bolívia. Durante seu período no Desimpedidos, foi o apresentador mais famoso e homem-propaganda do canal além de ter sido estrela da série "Vai pra cima Fred" do YouTube originals que conta sua passagem como jogador do Magnus Futsal.[38] Fred é torcedor fanático do Palmeiras.

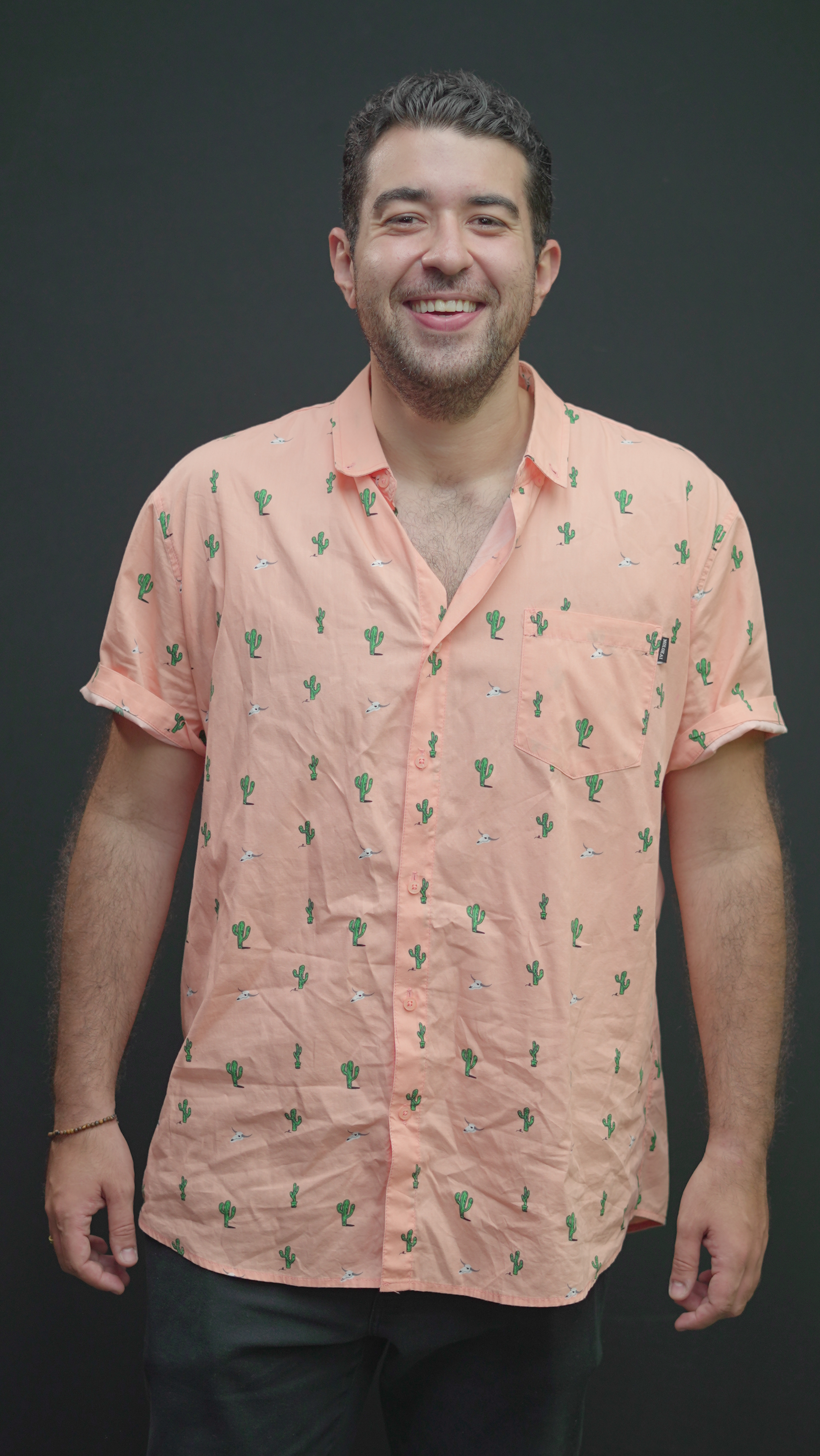
Chico Pedrotti em um ensaio fotográfico para redes sociais em 2024

- Chicungunha, Chico ou "A Voz do Hexa" (Henrique Silva Pedrotti; 2016–2024): Ator, também formado em publicidade e propaganda na Faculdade Cásper Líbero. Chicungunha entrou na empresa para ser estagiário assistente, e aos poucos foi ganhando espaço no canal, principalmente com suas piadas e trocadilhos no "Fred+10". Seu sucesso lhe rendeu um programa, o "Olha a picada!".[39] Chicungunha também é intérprete e autor da música "Mamadeira" que fez sucesso no carnaval de 2020. Chico também é narrador esportivo tendo narrado alguns jogos pela DAZN [40] e pelo próprio desimpedidos em alguns eventos do canal além de um amistoso pela Confederação Brasileira de Futebol (CBF). Por esse motivo Chico apelidou a si mesmo de “A voz do hexa". Chico já revelou diversas vezes que antes de trabalhar no Desimpedidos, não entendia muito sobre futebol.[41] Em 2021 Chicungunha narrou as partidas do Brasileirão Feminino que o Desimpedidos transmitiu.[42] Chico é torcedor do São Paulo e atualmente trabalha como narrador e apresentador do canal Goat no Youtube, tendo voltado ocasionalmente ao Desimpedidos para narrar alguns jogos ao vivo.[43][44]

- Alê (Alessandra Xavier; 2017–2021): Natural de Piracicaba, Alê foi a única mulher a chegar entre os cinco finalistas da campanha "Muleke da Base", ganhou o público com seu carisma e conhecimento. Foi eliminada da campanha, mas foi contratada para ser a nova apresentadora do Desimpedidos.[45] Eventualmente fazia matérias externas e acompanhava equipes femininas de futebol buscando valorizar a modalidade. Em 2021 Alê foi comentarista, junto a também jornalista Mariana Pereira, das transmissões do Brasileirão Feminino que o Desimpedidos realizou.[37] Torcedora do São Paulo, atualmente Alê é, junto a também jornalista e youtuber Luana Maluf, apresentadora do canal “Passa a bola”, também da NWB, que é focado em falar sobre futebol feminino.[46]

- Bianca Santos (Fala sem gritar): Repórter, natural do Rio de Janeiro e torcedora fanática do Fluminense, Bianca entrou no Desimpedidos fazendo reportagens especiais para as transmissões do Campeonato Brasileiro Feminino em 2021 e depois ganhou mais espaço no canal participando de diversos programas do Desimpedidos como o Fred+10, apresentando o Desimpenews junto ao apresentador Chicungunha e dividindo a responsabilidade de ser repórter de campo junto a apresentadora Marília Galvão durante a Supercopa Desimpedidos e o Superclássico, além de ser comentarista na Supercopa Desimpedidos das Mina 2021 e fazer a cobertura de jogos de futebol de campeonatos como a Copa Libertadores da América de 2021, Copa Sul-Americana de 2021 e as Eliminatórias da Copa do Mundo FIFA de 2022. Bianca é formada em marketing e comunicação.[47][48][49]
- Bolívia Zica (Daniel Cronfli) (2014–2021): Foi um dos pioneiros do canal. Conhecido por estar sempre usando uma máscara, gorro, óculos e um longo cabelo falso. Apresentava o programa "Bolívia Talk Show" e de 2019 a 2020 participou do "Desimpedidos por trás" junto com Fred. Realizou também o "Debate e Assopra", juntamente com "Livro" (personagem de Ubiratan Leal) e o humorista Rudy Landucci. Atualmente, Bolívia não continua mais na produtora NWB, dona do Desimpedidos. Depois de ter passado pelo canal de futebol “Camisa 21", também da NWB, junto ao também YouTuber Magalzão Show, Bolivia agora é integrante do canal CazéTV.[50][51][52][53]

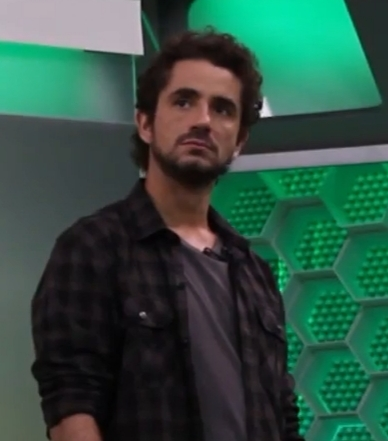
Felipe Andreoli, o “Desandreoli”

- Felipe Andreoli (Luiz Felipe Guimarães Andreoli; 2013–2014): é um dos fundadores e foi o primeiro apresentador do canal. Apresentou o programa "Desandreoli" até o início de 2015.

- Tony Pezão (Antônio Carlos Ribeiro; 2017–2018): Natural de Recife, Pezão entrou no Desimpedidos após uma acirrada campanha "Muleke da Base". Com seu vídeo simples e sincero foi selecionado para estar entre os cinco semifinalistas, onde ficaram na Casa da Zuêra, e também teve uma ajuda muito grande pelas redes sociais do Endrew Oliveira e do Santa Cruz Eterno Amor. Depois de ir muito bem no teste simulando os programas do canal, se tornou finalista junto com Virjão. Ganhou a campanha e viajou junto com Fred e Bolívia para Barcelona. Pezão é torcedor do Santa Cruz.

- Eleven (Jonny De Lucca; 2017–2018): Entrou em 2017 na empresa como estagiário, apelidado de Eleven por ter sua aparência comparada com a personagem Eleven de Stranger Things. Jonny foi efetivado na empresa, para ajudar a escolher e editar as 10 colocações do "Fred+10" além de aparecer diversas vezes no programa. Eleven é torcedor do Palmeiras.

- Mil Grau (Kelvin Thiago; 2013–2015): Kelvin entrou no Desimpedidos no seu período inicial, sendo um dos mais famosos apresentadores do canal na época. Mil Grau, como ele é conhecido, hoje apresenta seu canal solo "Corinthians Mil Grau", onde ele conta sua experiência como torcedor do Corinthians. Kelvin foi apresentador do "Desinformados" e criador do "Gols da zuera". Ele originalmente formava dupla com o apresentador Bolivia no Desimpedidos.

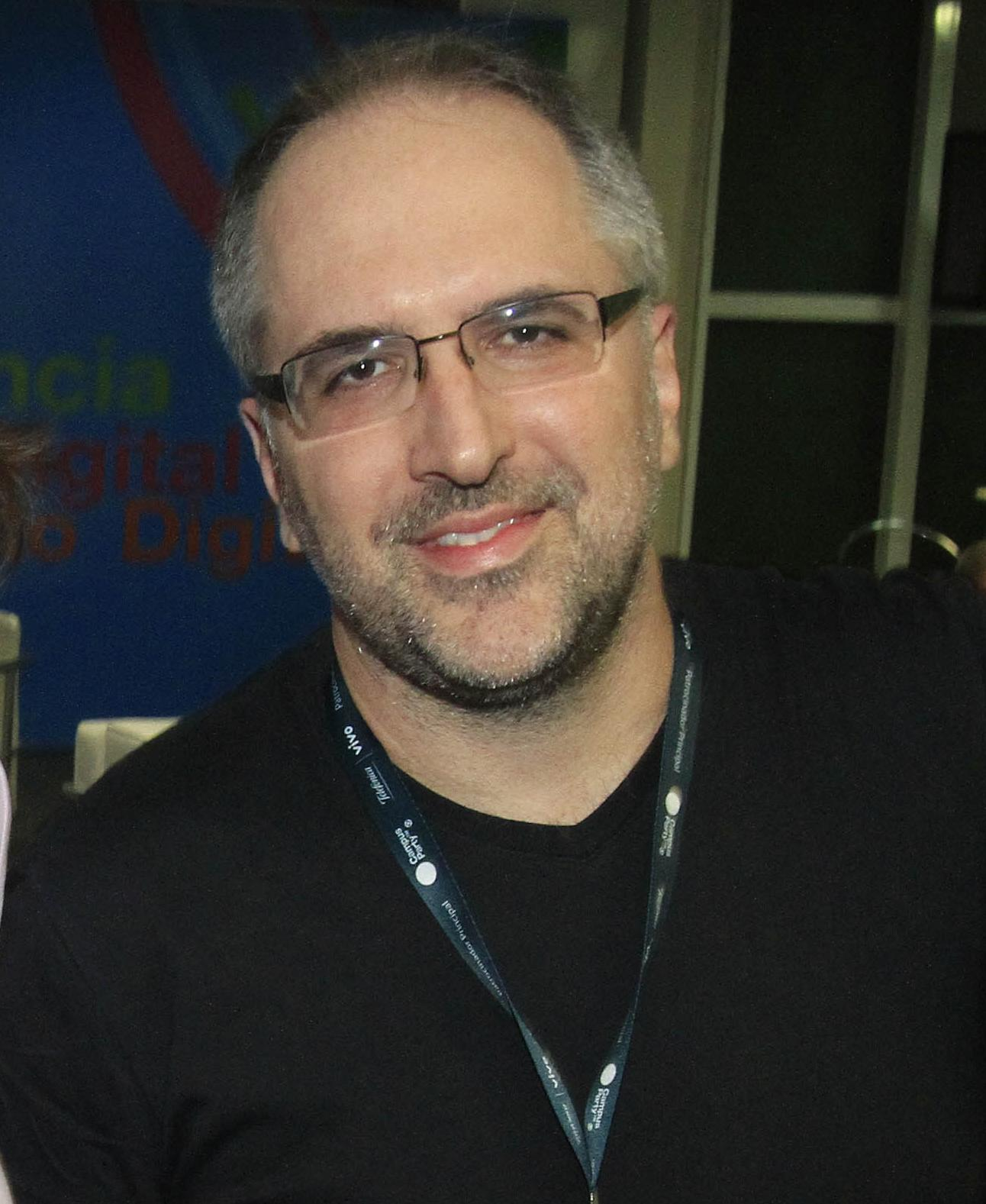
Antonio Tabet

- Antonio Tabet (Antonio Pedro Osório Tabet; 2013): É um publicitário, roteirista e humorista natural do Rio de Janeiro que integrou o grupo dos sócios fundadores do Desimpedidos. Tabet foi um dos apresentadores pioneiros do canal, inclusive tendo apresentado o primeiro vídeo da história do Desimpedidos junto a Elcio Coronato "ESPANHA X TAITI - DESIMPEDIDOS NA COPA" publicado em 26 de julho de 2013 como parte da cobertura da Copa das Confederações de 2013 que o canal fez. Antonio Tabet apresentou alguns dos primeiros quadros do canal como o "Desimpedidos no táxi" e já chegou a gravar novamente com o Desimpedidos anos depois de ter saído do canal. Tabet torce para o Flamengo.[54]

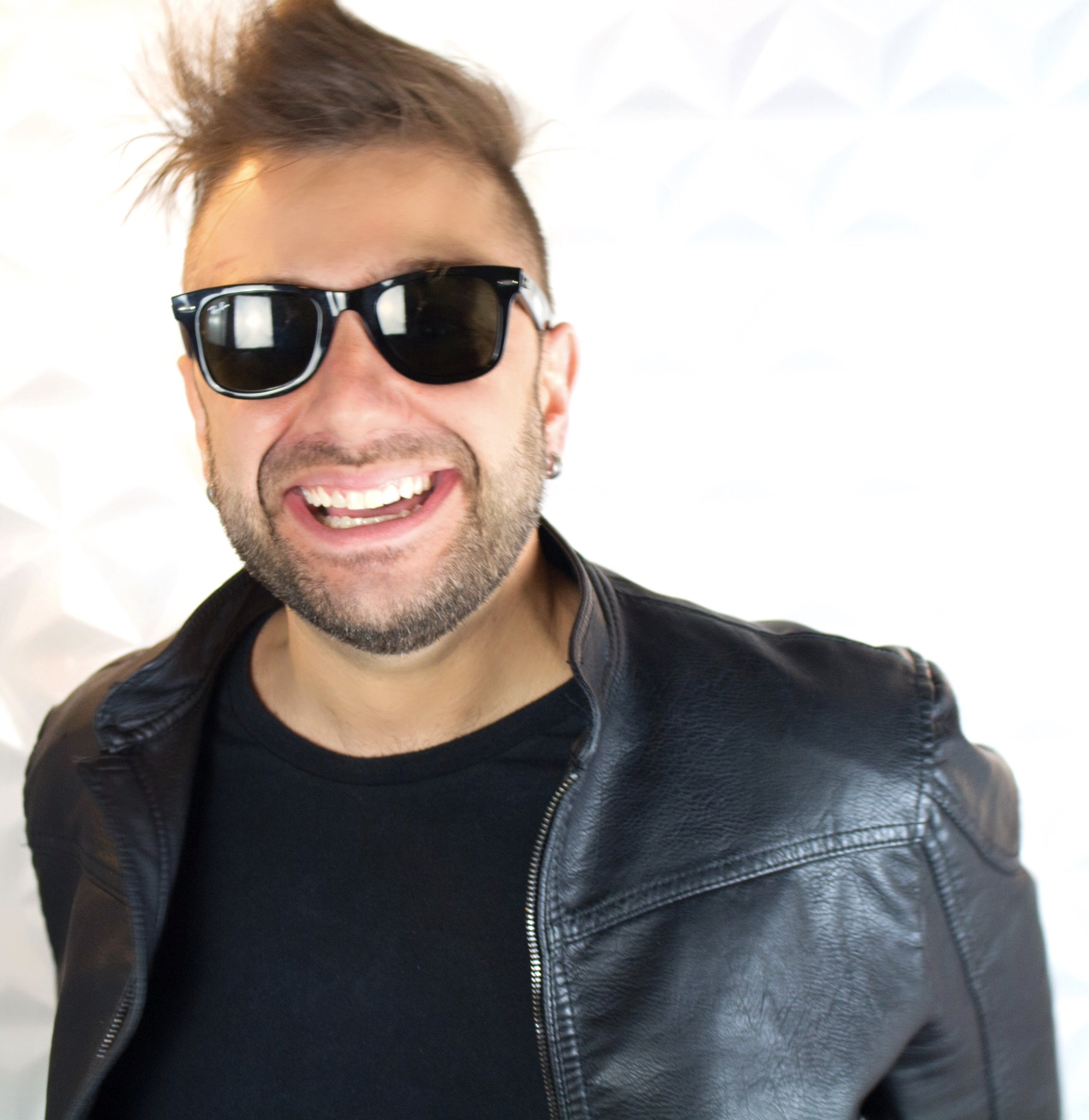
Elcio Coronato

- Elcio Coronato (2013): É um palestrante, diretor, entrevistador, repórter, youtuber, humorista e apresentador de televisão que fez parte do início e construção do Desimpedidos tendo participado dos primeiros quadros e coberturas do canal em 2013 como o "Desinformados" e o "Desimpedidos no táxi", mas Iogo em seguida, em 2014 foi para o SBT, onde atuou como diretor e repórter. Coronato apresentou ao lado de Antonio Tabet o primeiro vídeo da história do Desimpedidos "ESPANHA X TAITI - DESIMPEDIDOS NA COPA" publicado em 26 de julho de 2013 como parte da cobertura da Copa das Confederações FIFA de 2013 que o canal fez.

- Fabio Brazza (Fabio Rebouças de Azeredo; 2013–2025): É um músico, rapper, sambista, cantor e compositor natural da cidade de São Paulo. Fábio é torcedor do São Paulo e bastante conhecido por fazer rimas de improviso. Em 2013, Brazza integrou o núcleo de comediantes e comentaristas do Desimpedidos.[55][56] Lá ele criava poesias para jogadores da atualidade e aposentados, além de escrever e participar das batalhas de rimas de clube versus clube. Fabio Brazza também já disputou várias edições da Supercopa Desimpedidos mesmo depois de parar de trabalhar no canal, além de ser convidado para gravar vídeos de outros quadros do Desimpedidos.

- Paulo Vita: Diretor e apresentador do Desimpedidos, formado em Rádio e TV pela Faculdade Casper Líbero, Paulo é fanático pelo Palmeiras e participa do programa "Fred+10".[57] É conhecido pelo apelido de "Jimmy Fallon brasileiro", por fazer jogos no programa inspirados nos que o apresentador de televisão estadunidense Jimmy Fallon faz em seu programa. Também é conhecido como "Paulo Peruca" e "Paulo Peruquetes" por conta de uma brincadeira do canal em que ele seria usuário de uma peruca. Em 2024, estreou seu próprio canal, gerido pela NWB (mesma produtora dos Desimpedidos), chamado "Paulo Vita Show", voltado ao entretenimento. Apesar de o canal ter conquistado um grande público, principalmente os adolescentes e jovens, e quase 1 milhão de inscritos, Paulo Vita anunciou a sua saída da NWB, em abril de 2025.

## Prêmios e indicações
| Ano  | Prêmio            | Categoria                 | Resultado | Ref.   |
| ---- | ----------------- | ------------------------- | --------- | ------ |
| 2017 | Meus Prêmios Nick | Canal favorito do YouTube | Venceu    | [ 58 ] |